# E.T. 디 엑스트라 터레스트리얼 (비디오 게임)
《E.T. 디 엑스트라 터레스트리얼》은 동명의 영화에 기반해 아타리가 개발 및 배급한 아타리 2600용 어드벤처 게임이다. 게임 목표는 E.T.를 조종해 여러 화면에 걸쳐 흩어진 세 개의 전화장치 부품을 찾아 고향행성으로 귀환하는 것이다.
아타리가 영화의 전세계적인 박스오피스 성공세를 빌려 높은 판매고를 올리기 위해 계약한 작품으로, 게임 개발은 《야르의 복수》를 제작한 하워드 스콧 워쇼가 단독으로 개발했다. 워쇼는 본래 영화에 알맞은 혁신적인 게임화를 기획했으나, 1982년 7월 무렵에 판권 계약에 대한 협상이 마무리됐고 같은 해 연말연시에 맞춰 판매하기 위해 약 5주밖에 안되는 촉박한 제작 기간 안에 납품할 것을 주문받아 계획보다 축소된 형태로 완성했다. 출시 당시 저렴한 그래픽과 갈피잡기 힘든 혼란스런 게임플레이로 혹평을 받았다. 아타리와 가정용 비디오 게임 산업에 타격을 입힌 1983년 비디오 게임 위기를 발발한 원인으로 지목받는다.

## 개요
게임의 목적은 E.T.를 움직여서 통신기를 다 모은 후 SOS 요청을 보내는 것이다. 이 게임은 400만장이 출하되었지만 실제로 팔린 양은 150만장이었다.
당시 아타리를 인수한 워너 커뮤니케이션은 1982년 당시 대 붐을 일으킨, 영화 E.T.에 관심을 가졌다. 당연한 일이라면 당연한데, 워너는 스티븐 스필버그 측에 막대한 로열티를 제시한다. 2천만 달러에서 2천5백만 달러 사이로 전해지는데, E.T.뿐만 아니라 이후의 스티븐 스필버그의 영화를 게임화 하기 위한 포석이라 여겨진다. 그렇게 아타리는 1982년 7월 스티븐 스필버그와 E.T. 라이선스 계약을 체결한다.

## 실패의 원인

E.T의 게임 화면2

E.T의 게임 화면

사회 이슈가 될 정도의 영화였던 E.T.를 영화가 개봉한 1982년 크리스마스 시즌에 맞춰 발매를 한다면, 히트는 당연한 일이었다. 그런데, 이 히트가 당연한 게임이 재앙이 되고 아타리 쇼크의 원인이 된 것은 다름이 아니라 너무 빠른 일정에 있었다. 위에 언급한 것처럼, 라이선스 계약은 7월에 체결되었다. E.T.의 개봉이 6월 초였으니 굉장히 빠른 계약이었다. 하지만 크리스마스 시즌에 맞춰 게임을 발매하기 위한 데드라인은 9월이었다. 당시에는 카트리지였으니 생산에 필요한 시간은 더 필요했을 것이다. 그러니까 게임 E.T.에 부여된 개발기간은 단 5주였던 것이다. 애초에 개발 쪽에서는 E.T. 게임을 위한 개발기간은 4, 5개월 이상으로 잡고 있었지만, 크리스마스 시즌에 맞추려면 5주 만에 개발해야 했고 워너쪽은 크리스마스 시즌 발매를 강행했다. 말할 필요도 없는 저질 게임이었고, 팔리는 족족 반품당했다.
결국 아타리는 E.T. 게임을 대부분 뉴멕시코 사막에 통째로 콘크리트 속에 매장시켜 버렸다. (콘크리트를 붓기 전에 강도가 게임을 실은 트럭을 강탈하거나 근처 주민들이 매립지로 가서 묻어버린 게임을 파헤치는 등의 해프닝도 벌어졌다.)
대부분 카트리지가 사막에 파묻혔지만 그 희소성과 유명세로 인해 일부는 팬들 사이에서 비싼 가격에 거래되고 있다고 한다.

## 발굴
‘E.T.’는 게임 자체의 질이 너무 떨어졌기 때문에 판매가 제대로 이뤄지지 않았고, 그나마도 전부 반품되기에 이르렀다. 이 ‘E.T.’의 재고 카트리지는 뉴멕시코 사막에 파묻혔다는 이야기가 풍문으로 떠돌았는데, 실제로 이 카트리지가 뉴멕시코 사막에서 30년 만에 발굴됐다. 아타리쇼크 이후 아타리는 반품되거나 팔리지 않은 ‘E.T.’의 게임 카트리지 수백만개를 콘크리트에 넣어 뉴멕시코 사막에 버렸다는 소문이 돌았다. 하지만 공식 발표가 있었던 것도 아니어서 마치 전설 속 이야기처럼 전해왔는데, 30년만에 실제로 뉴멕시코의 쓰레기 하치장에서 ‘E.T.’의 패키지를 발굴하는 데 성공했다.
묘하게도 이를 발굴한 주체는 마이크로소프트다. 마이크로소프트의 엑스박스 엔터테인먼트 스튜디오는 이 전설에 대해 관심을 갖고 2013년 12월 뉴 멕시코를 발굴할 수 있는 권한을 얻어냈고 실제로 뜯지도 않은 ‘E.T.’ 패키지들을 찾아냈다.

## 참조

### 내용주
1. ↑  영어: E.T. the Extra-Terrestrial